# Bajtiyar Artayev
Bajtiyar Garifolauly Artayev (en kazajo: Бақтияр Ғарифоллаұлы Артаев; Taraz, URSS, 14 de marzo de 1983) es un deportista kazajo que compitió en boxeo.
Participó en dos Juegos Olímpicos de Verano, obteniendo una medalla de oro en Atenas 2004, en el peso wélter, y el quinto lugar en Pekín 2008, en el peso medio. Ganó dos medallas de bronce en el Campeonato Mundial de Boxeo Aficionado, en los años 2005 y 2007.

## Palmarés internacional
| Juegos Olímpicos   | Juegos Olímpicos         | Juegos Olímpicos  | Juegos Olímpicos |
| Año                | Lugar                    | Medalla           | Categoría        |
| ------------------ | ------------------------ | ----------------- | ---------------- |
| 2004               | Atenas (Grecia)          | Medalla de oro    | 69 kg            |
| Campeonato Mundial |                          |                   |                  |
| Año                | Lugar                    | Medalla           | Categoría        |
| 2005               | Mianyang (China)         | Medalla de bronce | 69 kg            |
| 2007               | Chicago (Estados Unidos) | Medalla de bronce | 75 kg            |